# Neolophonotus rapax
Neolophonotus rapax är en tvåvingeart som först beskrevs av Ricardo 1920.  Neolophonotus rapax ingår i släktet Neolophonotus och familjen rovflugor.
Artens utbredningsområde är Malawi. Inga underarter finns listade i Catalogue of Life.